# ابوسعید خراز
نام وی را ابوسعید احمد بن عیسی خراز بغدادی نوشته‌اند. ابوسعید، ابتدا در بغداد و سپس در بخارا، رمله، بیت‌المقدس، مکه و قاهره اقامت کرد. او را «لسان التصوف»، «قمر الصوفیه»، «یوسف» و «ماه صوفیان» نامیده‌اند. درگذشت او را به اختلاف سال‌های ۲۴۷، ۲۷۷، ۲۸۶ و ۲۹۷ هجری قمری نقل کرده‌اند که در این میان سال ۲۸۶ هجری قمری پذیرفتنی تر است. ابوسعید خراز در میان مشایخ قرن سوم از شاگردان جنید بود که نقل شده برخی جایگاه او را از جنید بالاتر می‌دانستند. خراز با جمع زیادی از بزرگان تصوف در این دوره مصابحت و معاشرت داشت که از میان آن‌ها می‌توان به ذوالنون مصری، سری سقطی، بشر حافی، عمر بن عثمان مکی، ابوبکر وراق، یوسف بن حسین رازی، ابوحمزه خراسانی، ابوحمزه بغدادی و ابوعبید یسری اشاره کرد. وی از میان این مشایخ فقط به معدودی توجه خاص داشت. از جمله وی مقام ابوالعباس احمد بن محمد بن سهل الادمی و ابن عطا را بزرگ می‌داشت و جز آنها منسوب بودن کسی را به تصوف مسلّم نمی‌دانست. در میان بزرگان این عهد عده‌ای نیز از شاگردان وی به‌شمار می‌آیند. صیدلانی و ابوالقاسم نهاوندی از آن جمله‌اند. هم‌چنین ابوالحسین بن بنان نسبت عرفانی خود را به خراز می‌رساند.

## آثار او
ابوسعید خراز در تألیف آثار عرفانی پرکار بوده و تصنیفات زیادی را به او نسبت داده‌اند که برخی از آنها مانند السر، درجات المریدین، ادب الصلاه و کتاب القیام امروز در دسترس نیست. از میان آثار او کتاب الصدیق، کتاب الصدق و کتاب المسائل به چاپ رسیده و کتاب الصفات، کتاب الصیاء کتاب الکشف و البیان، کتاب الفراغ و کتاب الحقایق به صورت نسخه خطی باقی مانده است.

## نام
| نام  | کنیه    | نام پدر | نام انتسابی | نسب    | شهرت         |
| ---- | ------- | ------- | ----------- | ------ | ------------ |
| احمد | ابوسعید | عیسی    | خراز        | بغدادی | ابوسعید خرّاز |

سخنان ابوسعید خراز قدس الله روحه العزیز
در این مجموعه برخی از سخنان زیبای این عارف شوریده را از زبان عارف بزرگ و نامی ایران شیخ فریدالدین عطار نیشابوری که در کتاب تذکرة الاولیاء ذکر شده است ، بیان می کنیم :
و گفت: خلق در قبضه خدای‌اند ودر ملک او هرگاه که مشاهده حاصل شود میان بنده و خدای در سر بنده و فهم بنده جز خدای هیچ نماند.
و گفت: هر که گمان برد که بجهد بوصال حق رسد خود را در رنج بی‌نهایت افکند و هر که گمان برد که بی‌جهد بوی رسد خود را در تمناء بی‌نهایت افکند.
و گفت: چون حق تعالی خواهد که دوست گیرد بنده را از بندگان خود در ذکر بروی گشاده گرداند پس هر که از ذکر لذت یافت در قرب بر او گشاده گرداند پس او را در سرای فردا نیت فرود آرد و محل جلال و عظمت بر وی مکشوف گرداند پس هرگاه که چشم او برجلال و عظمت او ابتدا باقی ماند او بی‌او در حفظ خدای افتد.
و گفت: وقت عزیز خود را جز به عزیزترین چیزها مشغول مکن و عزیزترین چیزهاء بنده شغلی باشد عن الماضی و المستقبل یعنی وقت نگاه دار.
وگفت: حقیقت قرب پاکی دل است از همه چیزها و آرام دل با خدای.
گفت: ذکر سه وجه است ذکری است بزبان و دل از آن غافل و این ذکر عادت بود و ذکری است به زبان و دل حاضر این ذکر طلب ثواب بود و ذکریست که دل را به ذکر گرداند و زبان را گنگ کند قدر این ذکر کس نداند جز خدای تعالی.
و گفت: اول توحید فانی شدن است همه چیزها از دل مرد و بخدای بازگشتن به جملگی.
و گفت: عارف تا نرسیده است یاری می‌خواهد از همه چیز چون برسد مستغنی گردد به خدای از همه چیز و بدو محتاج گردد همه چیز.
و گفت: عیش زاهد خوش نبود که بخود مشغول بود.
و گفت: خلق عظیم آن بود که او را هیچ همت نبود جز خدای.
ذکر ابوالحسین نوری قدس الله روحه العزیز
و سؤال کردند از عبودیت گفت: مشاهده ربوبیت است.
و گفتند آدمی که مستحق آن شود که خلق را سخن گوید گفت: وقتی که از خدای فهم کند و اگر از خدای فهم نمی‌کند بلای او در عباد الله و بلاد الله عام بود.
و گفت: وجد زبانه‌ایست که در سرنجنبد و از شوق پدید آید که اندامها بجنبش آید یا از شادی یا از اندوه.
گفتند دلیل چیست به خدای گفت: خدای گفتند پس حال عقل چیست گفت: عقل
عاجزی است وعاجز دلالت نتوان کرد جز بر عاجزی که مثل او بود.
منبع : وبلاگ اشعار عرفاتی شعرای بزرگ

## دربارهٔ او
شیخ الاسلام دربارهٔ او گفته‌است: از مشایخ هیچ‌کس مه ازو نشناسم در علم توحید، همه برو وبالند، هم واسطی و فارس عیسی بغدادی